# Aldo Tarabella

## Aldo Tarabella
Aldo Tarabella (Seravezza, 1 maggio 1894 – Brescia, 2 aprile 1930) è stato un militare decorato durante la Prima guerra mondiale ed esponente del primo movimento fascista in Italia.

### Biografia

#### Gioventù e primi anni
Nato da Beniamino e Stella Vito, emigrò giovanissimo in America, dove si dedicò al giornalismo a New York.(Enciclopedia Bresciana)

#### Servizio militare nella Prima guerra mondiale
Rientrato in Italia nel settembre 1915, si arruolò nel 35º Reggimento Fanteria e partecipò a numerose battaglie (Oslavia, Val d’Artico). Venne promosso aspirante ufficiale nel novembre 1916, poi sottotenente il 10 gennaio 1917, e tenente il 1º ottobre dello stesso anno, prendendo parte alla ritirata di S. Volario e alla battaglia della Bainsizza.(Enciclopedia Bresciana)
Durante il conflitto, si distinse in diverse azioni d’assalto lungo il Piave: il 16 giugno 1918 fu ferito, ma mantenne il comando e venne decorato con medaglie d’argento e bronzo per atti di valore e coraggio. Tra le onorificenze, si segnala una medaglia conferita per aver attraversato il Piave con pochi uomini, esplorato il territorio nemico e lasciato una bandiera con la scritta «Viva l'Italia! Vinceremo!».(Enciclopedia Bresciana)

#### Attività nel movimento fascista
Dopo la guerra si trasferì a Milano, dove incontrò Benito Mussolini nel 1919, aderì al Fascio di Milano e fondò nel 1920 il periodico Il Fascio a Monza. Fu figura attiva delle squadre d’azione fasciste, partecipando ad azioni note come la distruzione della sede del quotidiano Avanti! e l’occupazione di Palazzo Marino.(Enciclopedia Bresciana)

#### Morte
Morì a Brescia il 2 aprile 1930.(Enciclopedia Bresciana)

### Biografia e ricordo postumo
Una biografia intitolata Aldo Tarabella: l’eroe ritrovato narra la sua vicenda eroica come combattente decorato.(arengario.net)

### Riconoscimenti e onorificenze
Medaglie conferite per azioni particolarmente valorose, tra cui traversamenti sotto fuoco nemico, resistenza tenace e azioni temerarie che ispirarono le truppe.

### Riferimenti e fonti principali
- Enciclopedia Bresciana – dettagli sulla carriera militare e biografica (Enciclopedia Bresciana)
- Associazione Memento – informazioni biografiche sintetiche (associazione-memento.org)
- Arengario – Biografia “l’eroe ritrovato” (arengario.net)